# Patsy Nakell
Patricia ”Patsy” Nakell, född 1969 i Beirut, är en finländsk-libanesisk journalist.

## Biografi
Patsy Nakell är dotter till en finlandssvensk mor och en kristen libanesisk far. Hennes mor flyttade med sina barn från Libanon till regionen Svenska Österbotten i Finland när P. Nakell var sexton år. 
Hon arbetade som radio- och tevejournalist på Svenska YLE 1995– 2004. Därefter innehade hon tjänsten som chefredaktör för finlandssvenska kulturtidskriften Ny Tid mellan 2004 och sista juli 2008.
Under det sista året som chefredaktör var hon tjänstledig för studier i USA. Patsy Nakell var en så kallad Nieman Fellow 2007 vid Nieman Foundation for Journalism vid Harvard universitet i Cambridge i USA. Från hösten 2008 och ett år framåt studerade hon vid John F. Kennedy School of Government vid Harvard universitet, där hon avlade följande examina: Master of Public Administration (MPA).  
Hon har arbetat med olika uppdrag för Unicef sedan början av 2010, och är från november 2010 Unicef:s informationschef i Jemen.